# Oeiras do Pará (kommun)
Oeiras do Pará är en kommun i Brasilien.   Den ligger i delstaten Pará, i den nordöstra delen av landet, 1 500 km norr om huvudstaden Brasília. Antalet invånare är 28 595.
Följande samhällen finns i Oeiras do Pará:
- Oeiras do Pará

I omgivningarna runt Oeiras do Pará växer i huvudsak städsegrön lövskog. Runt Oeiras do Pará är det mycket glesbefolkat, med 6 invånare per kvadratkilometer.